# Iso Kaijansaari
Iso Kaijansaari är en ö i Finland. Den ligger i sjön Keitele och i kommunerna Äänekoski och Viitasaari och landskapet Mellersta Finland, i den centrala delen av landet, 300 km norr om huvudstaden Helsingfors. Öns area är 2,5 hektar och dess största längd är 0,5 kilometer i sydöst-nordvästlig riktning.